# Chimarra ulmeri
Chimarra ulmeri là một loài Trichoptera trong họ Philopotamidae. Chúng phân bố ở miền Australasia.